# Onchidium nigrum
Onchidium nigrum is een slakkensoort uit de familie van de Onchidiidae. De wetenschappelijke naam van de soort is voor het eerst geldig gepubliceerd in 1893 door Plate.